# ORAGAYO 〜in the 7th heaven〜
『ORAGAYO 〜in the 7th heaven〜』（オラガヨ 〜イン・ザ・セブンス・ヘブン〜）は1990年11月10日にCBS/SONYから発売された爆風スランプ7枚目のオリジナル・アルバム。アルバムタイトルの「ORAGAYO」は俳人・小林一茶『おらが春』と『君が代』を合わせた造語。

## 収録曲
全曲編曲：爆風スランプ　作詞：サンプラザ中野（特記以外）
1. 幸福追求の権利
作曲：パッパラー河合
2. おれはイナズマ
作曲：パッパラー河合
「組曲「天下御免の回り物」より 第一章カネ（マネーに捧ぐ）」のc/w曲
3. 海月（クラゲ）
作曲：パッパラー河合
4. 星屑のアッ子ちゃん
作曲：パッパラー河合
5. 組曲「天下御免の回り物」より 第一章カネ（マネーに捧ぐ）
作曲：パッパラー河合
6. 組曲「天下御免の回り物」より　第二章明日は晴れるだろう
作曲：パッパラー河合
7. 夢の中に〜アルプス一万尺〜
作曲：バーベQ和佐田　（収載：「アルプス一万尺」作詞・作曲不詳/アメリカ民謡）
8. 手紙
作曲：ファンキー末吉
9. 京都マイ・ラブ
作詞：サンプラザ中野/バーベQ和佐田　作曲・ヴォーカル：バーベQ和佐田
ヤン富田がスティールドラムで参加。「おおBEIJING」カップリング曲
10. 東の島にコブタがいた（TEKE TEKE SONG）
作曲：豊岡正志/ファンキー末吉/パッパラー河合
11. 青春のウラカタ君
作曲：ファンキー末吉
12. YO★A☽KE（Instrumental）
作曲：バーベQ和佐田
13. ORAGAYO～愛のテーマ～
作曲：ファンキー末吉
14. The 7th Heaven
作曲：パッパラー河合
中野・河合が長期休暇中に訪れた南アフリカでの政治デモでのライブの模様を収録。
15. おおBEIJING
作曲：ファンキー末吉